# Іван Тарновський
Тарно́вський Іва́н (?-1649-58-?) — український військовий та державний діяч з українського шляхетського роду Тарновських.
До «Реєстру Війська Запорозького 1649 року» його було внесено у складі Кропивнянської сотні Кропивнянського полку. Коли навесні 1657 року було відновлено Волинський полк, Іван Тарновський став його полковником. Полкове місто розташувалось тоді у містечку Межирічі. Після смерті Богдана Хмельницького Волинський полк продовжував існувати.

У січні 1658 року Іван Тарновський зібрав у Корці з'їзд шляхти Волинського воєводства, який мав звернутися до Гетьмана Івана Виговського з проханням зберегти Волинський полк. Проте невдовзі у Межирічах розпочалися українсько-польські переговори про припинення війни. Івана Тарновського, який чинив спротив замиренню України з Річчю Посполитою, було схоплено й відправлено до Чигирину на суд до Гетьмана Івана Виговського. Подальша доля Івана Тарновського лишається невідомою.